# Ніколя Беюше
Ніколя Беюше де Мюзі де Ла-Луп д'Ескриньєль (фр. Nicolas Béhuchet de Musy de La Loupe d'Escrignolles; 1288 — страчений через повішення 24 червня 1340 року) — французький фінансист і адмірал XIV століття. Під час Столітньої війни був захоплений в полон під час розгрому французького флоту у морської битві біля Сльойса і страчений в той же день англійцями через повішення.

## Біографія

### Фінансист Валуа
Ніколя Беюше походив з буржуазної родини з Ле-Мана. З 1310-х років був фінансовим агентом Карла де Валуа, зокрема у 1314 році він дав довіреність одному з мешканців Ле-Мана, щоб вирішити суперечку з цим принцом. Беюше працював переважно на сина Карла, графа Ле-Мана, майбутнього короля Філіппа де Валуа. Ніколя переважно здійснював збирання податків, але також здійснював певні платежі.
Ставши у 1328 році королем, Філіпп де Валуа призначив Беюше «господарем королівських вод і лісів». Того ж року він відіграв певну роль в організації французьких гарнізонів у Фландрії. У вересні 1328 року він придбав володіння Мюзі, Ла-Луп та Ескриньєль та додав їх назви у своє ім'я. Десь у той же час він став головою Рахункової палати, займаючись питаннями оподаткування та фінансовими переговорами. Зокрема, він отримав генеральний відкуп на збирання податку у чотири деньє за фунт для товарів, що вивозились з королівства. У 1331 році Беюше де Мюзі став королівським скарбником і займав цю посаду кілька років.
Він одружився з Алієнор де Дре-Боссар, леді Шатонефа, далекій нащадці Людовика VI, що походила від віконтів Бе, молодшої гілки Капетингового дому Дре.

### Столітня війна. Командувач французьким флотом
Коли король Карл IV Красивий помирав  він призначив Філіппа Валуа регентом королівства. Дружина короля Жанна д'Евре була вагітна, чекали, кого вона народить. 1 квітня 1328 королева народила дочку. Таким чином, старша гілка Капетингів обірвалася. Претензії на французький трон висловив англійський король Едуард III, який через свою матір Ізабеллу доводився онуком Філіппу IV Красивому. Але французькі барони відмовили йому на підставі прийнятого при Філіппові V закону, який не допускав передачі влади по жіночій лінії. Королем обрали Філіппа Валуа, який доводився двоюрідним братом Карлу IV Красивому. 29 травня його урочисто коронували в Реймсі як Філіппа VI. У відповідь на це Едуард III розпочав війну за право отримати корону Франції, яка в подальшому отримала назву Столітня війна.
З початком агло-французької війни, Ніколя Беюше де Мюзі очолив французький флот із званням «Генерал-капітан морських сил». На чолі французького флоту він здійснив кілька рейдів на англійське узбережжя. Він розпочав морські атаки на острів Джерсі, який йому не вдалося завоювати через опір населення острова під командуванням лорда Рено V де Картере та його ад'ютанта, опікуна Нормандських островів Друе де Барентена, який був убитий в замоку Мон-Оргей і його наступником став Рено V як опікун острова Джерсі. Рено V вдалось захистити острів Джерсі від нападу французького флоту.
На відміну від свого сусіда, острів Гернсі був завойований і окупований французькими військами, які висадилися під командуванням Беюше де Мюзі.
24 березня 1338 року його кораблі спалили та пограбували Портсмут. Також у 1338 році він напав на Олдерні. 23 вересня 1338 французький флот на чолі з Беюше та Югом К'єре переміг у битві біля Арнемейдена, після якої за їх наказом були вбиті захоплені англійські полонені.

### Битва під Сльойсом

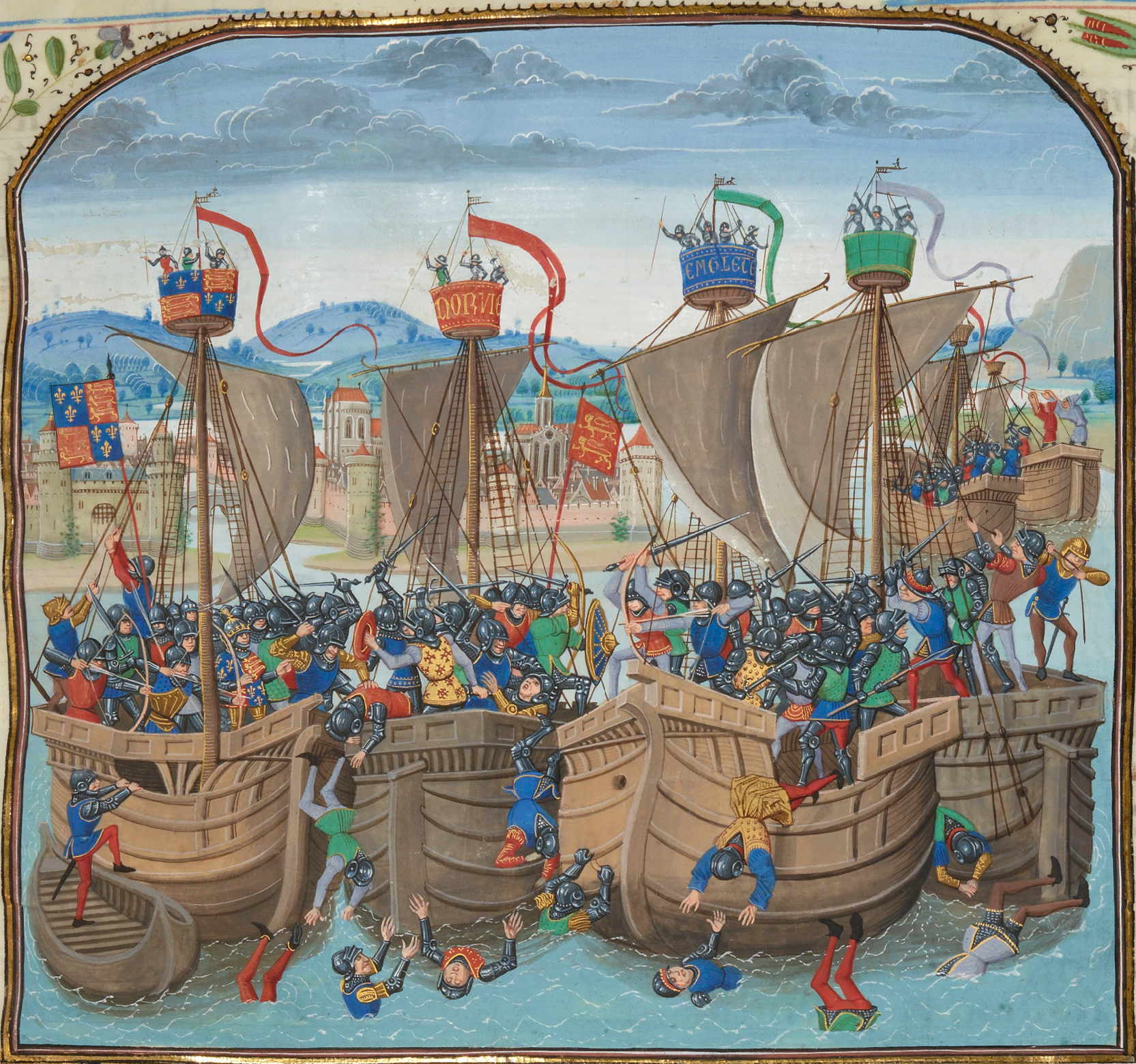
Мініатюра із зображенням битви біля Сльойса в 1340 році. Хроніки Жана Фруассара

У 1340 році Беше де Мюзі був призначений королем разом з К'єре командувати французьким флотом і запобігти висадці армії Едуарда III біля Сльойса. Два командири вирішили скріпити французькі судна на рейді міста Сльойс і перетворити їх на «барикаду» з метою зупинити англійський флот. Але 24 червня в Битві біля Сльойса англійці знищили майже весь французький флот і велика кількість французьких моряків була вбита або потонула.
Захоплений ворогом Беше де Мюзі був повішений на місці через жорстокість до англійських полонених, яку він разом із Югом К'єре виявив під Арнемейденом.